# جيمس بلاكلوك
جيمس بلاكلوك (بالإنجليزية: James Blacklock)‏ (17 فبراير 1883 - 22 يناير 1935) هو لاعب كريكت نيوزلندي.

## وصلات خارجية
- جيمس بلاكلوك على موقع إي آس بي آن كريك إنفو (الإنجليزية)